# Батецкое сельское поселение
Батецкое сельское поселение — муниципальное образование в Батецком муниципальном районе Новгородской области России.
Крупнейший населённый пункт и административный центр — посёлок Батецкий.
Территория сельского поселения расположена на северо-западе Новгородской области. На юге поселения протекает река Луга.

## История
Батецкое сельское поселение было образовано в соответствии с законом Новгородской области от 11 ноября 2005 года № 559-ОЗ. По инициативе Советов депутатов Батецкого и Городенского сельских поселений Батецкого района 14 декабря 2008 года состоялось голосование, в ходе которого жители двух сельских поселений, Батецкого и Городенского, высказали своё мнение по поводу их объединения в одно — Батецкое. Явка избирателей на референдум составила 58,36 %. В выборах в Батецком сельском поселении приняли участие 1267 избирателей. За объединение высказалось 1118 человек (88,24 %), против — 145 (11,44 %). В Городенском сельском поселении в голосовании приняли участие 311 избирателей (60,15 %); за объединение с Батецким сельским поселением проголосовали 227 человек (72,99 %), против — 83 (26,69 %). На момент голосования в Батецком сельском поселении было 30 населённых пунктов, население составляло около 3 тыс. человек, в Городенском сельском поселении было более 23 деревень и проживало около 500 жителей. По итогам референдума в областной закон № 559 — ОЗ были внесены изменения от 31 марта 2009 года, Городенское сельское поселение было упразднено, а его территория вошла в состав Батецкого сельского поселения.

## Население
| 2010  | 2012  | 2013  | 2014  | 2015  | 2016  | 2017  |
| ----- | ----- | ----- | ----- | ----- | ----- | ----- |
| 3375  | ↘3194 | ↘3110 | ↘3104 | ↘2928 | ↗2940 | ↘2869 |
| 2021  |       |       |       |       |       |       |
| ↘2806 |       |       |       |       |       |       |

## Состав сельского поселения
Кроме посёлка Батецкий в состав муниципального образования входят 53 деревни:
| №  | Населённый пункт  | Тип                             | Население |
| -- | ----------------- | ------------------------------- | --------- |
| 1  | Антипово          | деревня                         | ↘7        |
| 2  | Батецкий          | посёлок, административный центр | ↘2258     |
| 3  | Батецко           | деревня                         | 25        |
| 4  | Бахарино          | деревня                         | ↘1        |
| 5  | Белая             | деревня                         | ↘34       |
| 6  | Большая Удрая     | деревня                         | ↘26       |
| 7  | Большие Ясковицы  | деревня                         | ↘42       |
| 8  | Большой Латовец   | деревня                         | ↘20       |
| 9  | Будыни            | деревня                         | 0         |
| 10 | Велеши            | деревня                         | ↘9        |
| 11 | Глухово           | деревня                         | ↘33       |
| 12 | Горка             | деревня                         | ↘5        |
| 13 | Городня           | деревня                         | ↗273      |
| 14 | Дрёгла            | деревня                         | ↘0        |
| 15 | Дубровка          | деревня                         | ↘65       |
| 16 | Жегжичино         | деревня                         | ↘3        |
| 17 | Жили              | деревня                         | 0         |
| 18 | Заполье           | деревня                         | 7         |
| 19 | Змеёва Гора       | деревня                         | 5         |
| 20 | Ивня              | деревня                         | ↘9        |
| 21 | Илемцы            | деревня                         | 0         |
| 22 | Косово            | деревня                         | ↘32       |
| 23 | Кострони          | деревня                         | ↘15       |
| 24 | Кочино            | деревня                         | ↘15       |
| 25 | Курино            | деревня                         | 8         |
| 26 | Лужки             | деревня                         | ↘48       |
| 27 | Любеховичи        | деревня                         | ↘6        |
| 28 | Малая Удрая       | деревня                         | ↘5        |
| 29 | Малые Торошковичи | деревня                         | ↘4        |
| 30 | Малые Ясковицы    | деревня                         | 1         |
| 31 | Малый Латовец     | деревня                         | ↘20       |
| 32 | Мроткино          | деревня                         | ↘27       |
| 33 | Некрасово         | деревня                         | ↘51       |
| 34 | Несуж             | деревня                         | 3         |
| 35 | Нива              | деревня                         | 0         |
| 36 | Новосёлок         | деревня                         | 2         |
| 37 | Новые Гусины      | деревня                         | 0         |
| 38 | Озерёво           | деревня                         | 47        |
| 39 | Островищи         | деревня                         | 3         |
| 40 | Преображенка      | деревня                         | 4         |
| 41 | Радгостицы        | деревня                         | ↘38       |
| 42 | Раджа             | деревня                         | 26        |
| 43 | Радоли            | деревня                         | 12        |
| 44 | Русыня            | деревня                         | ↘36       |
| 45 | Сельцо            | деревня                         | 5         |
| 46 | Старые Гусины     | деревня                         | 22        |
| 47 | Ташино            | деревня                         | ↘6        |
| 48 | Торошино          | деревня                         | ↘0        |
| 49 | Уношковичи        | деревня                         | ↘5        |
| 50 | Холохно           | деревня                         | ↘5        |
| 51 | Хочени            | деревня                         | 3         |
| 52 | Чёрная            | деревня                         | ↘98       |
| 53 | Щепы              | деревня                         | ↘6        |

## Археология
У деревни Кострони находится городище и кладбище-жальник.